# Mancuso (moneta)
Il mancuso, o anche mancoso (in arabo ﻣﻨﻘﻮﺵ‎?, manqūsh, ossia "coniato, inciso"), è stata una moneta aurea o argentea usata in periodo alto-medievale nella Penisola italiana.
Si discute se la moneta, di conio islamico, sia stata di uso corrente oppure come moneta da tesaurizzare nella sottosviluppata economia dell'età carolingia e post-carolingia.
La riforma monetaria voluta da Carlo Magno fissò il valore di 1 mancuso a 30 denari carolingi.
Si discute anche se sia esistito un mancuso d'argento, visto che esiste una testimonianza relativa al pagamento di una tregua con i musulmani che infestavano i domini pontifici, versata per l'appunto nell'aprile dell'878 nella misura di 25.000 mancusi d'argento.
All'inizio del secolo XI (anno 1006) è documentata l'esistenza del mancuso d'oro